# Maja Heuer
Maja Heuer, född 9 juli 1975, är en svensk kurator och museichef.
Maja Heuer utbildade sig 1995–2002 på Stockholms universitet med en magisterexamen. Hon har varit kurator på glasavdelningen på Smålands museum i Växjö.
Hon var projektledare för projektet att öppna glasmuseet Glass Factory i Boda glasbruk och utsågs till dess första chef 2011.